# Carl Strobel

Carl Strobel

Carl Strobel (* 1. April 1895 in Pürsten bei Kahnsdorf, Königreich Sachsen; † 19. April 1945 in Leipzig) war ein deutscher Politiker (NSDAP) und SA-Führer.

## Leben und Tätigkeit
Strobel besuchte von 1901 bis 1912 die Volksschule und ein Realgymnasium. Anschließend absolvierte er bis 1914 eine kaufmännische Lehre.
Von 1914 bis 1918 nahm er als Soldat am Ersten Weltkrieg teil, zuletzt im Rang eines Gefreiten. Von 1919 bis 1921 gehörte Strobel der Baltischen Landeswehr unter Alexander von Wrangell an.
Von 1922 bis 1936 verdiente Strobel seinen Lebensunterhalt als kaufmännischer Angestellter.
Strobel war ab dem 15. September 1935 bis zum 28. Februar 1939 Führer der SA-Standarte 106 in Leipzig. Am 9. November 1936 erhielt er den Rang eines SA-Standartenführers. Im Jahr 1937 wurde er als hauptamtlicher SA-Führer übernommen. Am 1. März 1939 wurde Strobel dann Führer der SA-Standarte 100 der SA-Gruppe Sachsen. In dieser Stellung erreichte er am 9. November 1942 den Rang eines SA-Oberführers.
Bei der Reichstagswahl vom April 1938, die im Gefolge der Annexion Österreichs abgehalten wurde, kandidierte Strobel für einen Sitz im nationalsozialistischen Reichstag, erhielt aber kein Mandat. 
Zu Beginn des Zweiten Weltkriegs meldete Strobel sich 1939 als Freiwilliger zum Militär. In der Folgezeit gehörte er einer Artillerie-Abteilung als Oberleutnant der Reserve an.
Nach dem Tod des Reichstagsmitglieds Kurt Weisflog, der am 7. Mai 1942 als Kriegsteilnehmer ums Leben kam, wurde Strobel am 20. Oktober 1942 im Nachrückverfahren Mitglied des Reichstags. Er gehörte dem Reichstag anschließend knapp zweieinhalb Jahre lang, bis zum Ende der NS-Herrschaft im Frühjahr 1945, als Abgeordneter an.
Strobel starb kurz vor Ende des Zweiten Weltkriegs, als er sich anlässlich der Einnahme von Leipzig durch die US-Armee zusammen mit dem ehemaligen Bürgermeister von Leipzig, Walter Dönicke, und dem Kreisleiter Willy Wiederroth im Gebäude des Rathauses von Leipzig durch Selbsterschießung (Kopfschuss) selbst tötete.